# Tandragee 100
Die Tandragee 100 ist ein Straßenrennen für Motorräder rund um die nordirische Ortschaft Tandragee (irisch: Tóin re Gaoith) im County Armagh. Offiziell ausgeschrieben ist das Rennen unter dem Namen Around A Pound Tandragee 100.

## Geschichte
Das erste Rennen des North Armagh Motorcycle & Car Club (abgekürzt: North Armagh MC & CC) wurde am Samstag, den 19. April 1958 über eine Distanz von 100 Meilen – daher die Zahl im Namen – veranstaltet. Aus Sicherheits- wie auch aus organisatorischen Gründen sowie wegen der gestiegenen Leistungsfähigkeit der teilnehmenden Maschinen wurde die Distanz immer wieder reduziert. Mittlerweile werden, je nach Rennklasse, nur vier bis sieben Runden auf dem Kurs gefahren, sodass ein Rennen im Durchschnitt eine Viertelstunde dauert. Es ist eines der ersten Rennen der irischen Straßenrennsaison und fand mit Ausnahme der Jahre 1972, 2001 und 2010 immer statt. Das Qualifying ist am Freitag und das Rennen samstags. Die Streckenführung ist ebenfalls unverändert. Jährlich gehen etwa 120 teils namhafte Fahrer an den Start, die von bis zu 15.000 Zuschauern gefeiert werden.
In den Jahren 2020 und 2021 wurde das Rennen so wie fast alle anderen Veranstaltung des Rennkalenders aus Gründen des Infektionsschutzes im Zuge der COVID-19-Pandemie abgesagt. Im Jahr 2022 ist eine Wiederauflage des Rennens geplant.

## Besonderheiten
Die Tandragee 100 hat sich ihren ursprünglichen Charakter erhalten und wird oft mit dem Beinamen Real Road Racing (engl. Wahres Straßenrennen) oder mini tt versehen. Das Fahrerlager ist auf Wiesen der örtlichen Bauern eingerichtet und bei schlechtem Wetter etwa müssen die Maschinen wegen des sich bildenden Morasts zum Start geschoben werden. Angesichts der harten Bedingungen der Strecke sehen viele Fahrer das Rennen als Vorbereitung auf die Isle of Man TT – dem ältesten und umstrittensten Motorradrennen der Welt. Die niederländische Fachzeitschrift Motor Magazine kürte die Tandragee 100 im Jahr 2012 zum viertbesten Straßenrennen für Motorräder weltweit.

## Fahrer
Die Ortschaft Ballymoney liegt rund eine Autostunde nördlich von Tandragee, gewissermaßen „vor der Haustür“ der Rennfahrerfamilie Dunlop, deren Mitglieder naturgemäß in den Besten- und Siegerlisten häufig zu finden sind. Allerdings ist seit 2016 Ryan Farquhar der erfolgreichste Teilnehmer. Im selben Jahr stellte er einen neuen Rundenrekord in der Klasse der Supertwins mit einer Durchschnittsgeschwindigkeit von 103,694 mph (166,879 km/h) auf.
| Fahrer           | Siege | Zeitraum  |
| ---------------- | ----- | --------- |
| Ryan Farquhar    | 19    | 1995–2016 |
| Joey Dunlop      | 18    | 1971–2000 |
| Brian Reid       | 14    | 1980–1994 |
| Michael Dunlop   | 11    | 2006–2013 |
| Ray McCullough   | 10    | 1971–1982 |
| Phillip McCallen | 9     | 1988–1999 |
| Sam McClements   | 8     | 1981–1989 |
| William Dunlop   | 8     | 2008–2016 |
| Robert Dunlop    | 7     | 1985–2006 |

## Unfälle mit Todesfolge
Zu spektakulären Unfällen kommt es bei Straßenrennen immer wieder, so auch bei der Tandragee 100. Da die Strecke aus öffentlichen Straßen besteht, fehlen Sicherheitseinrichtungen wie zum Beispiel Auslauf- oder Sturzzonen. Im Vergleich zu anderen Veranstaltungen wie etwa der Isle of Man TT, der North West 200 oder dem Ulster Grand Prix verunglückten in der Geschichte des Rennens relativ wenige Fahrer tödlich. Insgesamt kamen bisher (Stand 2017) zehn Piloten und zwei Zuschauer ums Leben.
| Fahrer           | Jahr |
| ---------------- | ---- |
| Bob Thompson     | 1961 |
| Michael Shanahan | 1977 |
| Rab Duncan       | 1990 |
| Oral Watson      | 1992 |
| Daniel Humphreys | 1996 |
| Maurice Wilson   | 2004 |
| John Donnan      | 2007 |
| Martin Finnegan  | 2008 |
| Noel Murphy      | 2014 |
| Dario Cecconi    | 2017 |

## Klassement
Gestartet wird in neun Klassen, wovon zwei offene sind. Jeder, der eine den Regularien entsprechende Rennlizenz besitzt, ist startberechtigt. Für die Klassen, die in der irischen und der Meisterschaft von Ulster gewertet werden, müssen sich die Fahrer im Vorfeld für die Zulassung qualifizieren. Als Startgebühren wurden 2016 regulär 315 Euro (240 Pfund) erhoben; für die Teilnahme bei den Oldtimern waren 80 Euro (65 Pfund) zu zahlen. Im Vergleich zu Rennserien wie der Motorrad-Weltmeisterschaft sind die Kosten für die Fahrer gering. Aber auch die Preisgelder fallen dementsprechend niedrig aus. 2016 erhielt der Sieger in der Klasse H 290 Euro (250 Pfund), William Dunlop als Sieger der Klasse C 464 Euro (400 Pfund) und der Sieger des Hauptrennens Farquhar 1.160 Euro (1.000 Pfund) als Prämie. Zum Vergleich: 2016 lobte Honda im ADAC Northern Europe Cup in der Moto3-Kategorie ein Preisgeld von 14.800 Euro aus.
| Klasse | Name                | Hubraum                              | Rennserie                                   | Rundenzahl |
| ------ | ------------------- | ------------------------------------ | ------------------------------------------- | ---------- |
| A      | Open Race           | 201 bis 1010 cm³                     | Offenes Rennen für „Jedermann“ ohne Wertung | 6          |
| B      | Junior Support Race | 201 / 400 / 650 cm³ / Supertwins     | Irische- / Ulstermeisterschaft              | 5          |
| C      | Supersport          | 600 / 675 / 750 cm³                  | Irische- / Ulstermeisterschaft              | 6          |
| D      | Classic Race a      | bis 250 cm³                          | –                                           | 5          |
| D      | Classic Race b      | 251 bis 350 cm³                      | –                                           | 5          |
| D      | Classic Race b      | 351 bis 1000 cm³                     | Irische- / Ulstermeisterschaft              | 5          |
| E      | 250GP               | 250 cm³                              | Irische- / Ulstermeisterschaft              | 4          |
| E      | Forgotten Era       | –                                    | Offenes Rennen für „Jedermann“ ohne Wertung | 4          |
| F      | Lightweight         | 125 / 450 cm³                        | Irische- / Ulstermeisterschaft              | 5          |
| G      | Senior Support Race | bis 750 cm³ incl. 650-cm³-Supertwins | Irische- / Ulstermeisterschaft              | 5          |
| H      | Twins               | 650 cm³                              | Irische- / Ulstermeisterschaft              | 5          |
| I      | Senior Open Race    | 590 bis 1010 cm³                     | Irische- / Ulstermeisterschaft              | 7          |

Die Startaufstellung erfolgt nach den Ergebnissen der jeweiligen Qualifikation in Gruppen mit 15 Piloten. Sie starten aus dem Stand mit 30 Sekunden Verzögerung zur vorherigen. Im freien Training stehen jedem Fahrer mindestens fünf Runden zu. Ohne Trainingsrunde erfolgt keine Zulassung zum Rennen.